# Sasserès

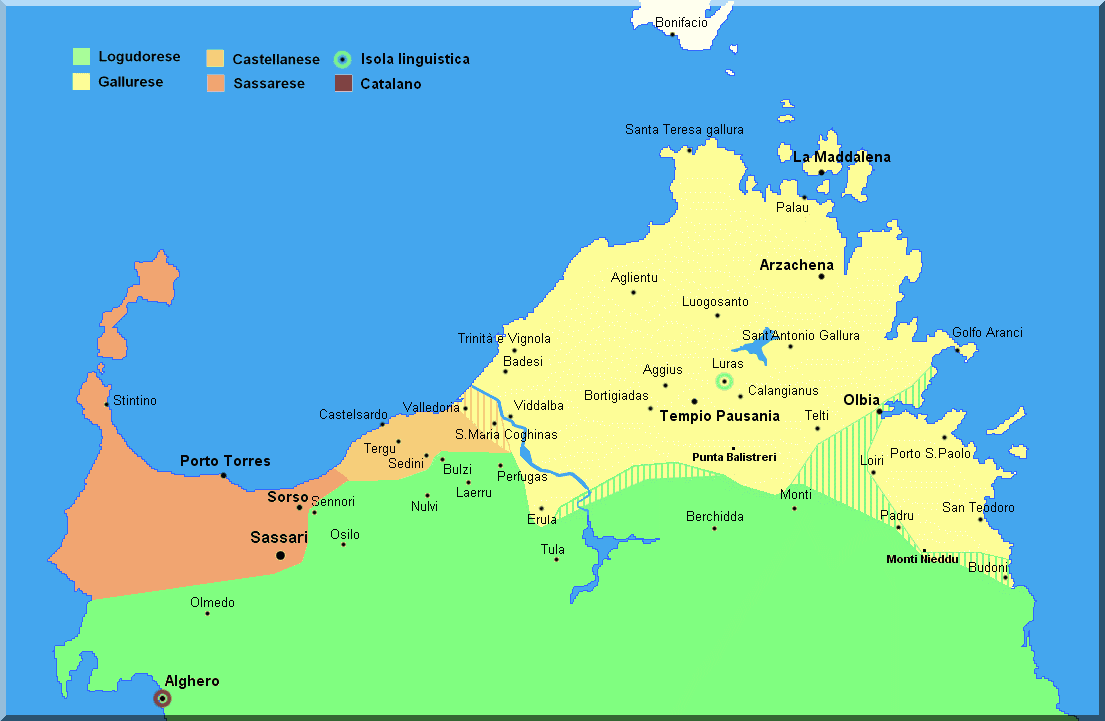
Situació del sassarès (en marró) entre les altres parles de Sardenya

El sasserès o sasserés (sasserès: sassaresu o turritanu, sard: thatharesu o turritanu), un diasistema que segons diversos estudiosos és un idioma individual (codi ISO 639 sdc), és una llengua de transició entre el gal·lurès i el sard, amb fortes influències del cors, lígur, català, castellà i toscà. Es parla al nord-oest de l'illa de Sardenya, als municipis de Sàsser, Porto Torres, Sorso, Stintino i bona part del territori de la Nurra; als municipis de Castelsardo, Tergu i Sedini es parla la seva varietat castellanese.

## Influència del català
- En sasserès, les formes del verb en infinitiu en les dues declinacions principals són acabades en -à i -ì (amà, parthì) i en canvi hi ha molts menys verbs en la segona declinació en -é, que normalment són irregulars. Aquesta forma deriva de la desinència acabada en "-r" muda pròpia del cors i també del català oriental, és a dir que per exemple els verbs "anar", "saber", "córrer" o "fugir" en sasserès són anà, sabé, currì, fugí. La característica també és comuna i compartida amb el gal·lurès i l'alguerès, on és present qualsevol de les excepcions.[2]

- Hi ha diverses paraules d'origen català sovint presents en els dialectes del sard logudorès i gal·lurès:

| Sard logudorès         | Sassarès  | Castellanès | Gal·lurès     | Català    |
| ---------------------- | --------- | ----------- | ------------- | --------- |
| agabbare               | aggabbà   | agabbà      | agabbà, micà  | acabar    |
| cagliare/chelare       | caglià    | caglià      | caglià        | callar    |
| cara                   | cara      | cara        | cara          | cara      |
| carrela, carrera       | carrera   | carrera     | carrera       | carrer    |
| gana                   | gana      | gana        | gana          | gana      |
| grogu                  | grogu     | grogu       | giallu, grogu | groc      |
| matessi                | matessi   | matessi     | matessi       | mateix    |
| mucadore, mucaloru     | muccaroru | muccalori   | miccalori     | mocador   |
| presse, pressa         | pressa    | pressa      | pressa        | pressa    |
| preguntare, pregontare | priguntà  | priguntà    | pricuntà      | preguntar |
| síndria                | sindria   | sindria     | sindria       | síndria   |

## Topònims
En l'ús comú el sasserès pot utilitzar indiferentment topònims sards, del dialecte gal·lurès o bé de l'italià. No obstant això, hi ha localitats on es continua utilitzant el mot sasserès propi:
- L'Alguer: en sasserès L'Aliera, en sard S'Alighera i en italià Alghero
- Cagliari: Castheddu
- Castelsardo: Castheddu Saldhu
- Porto Torres: Polthudorra
- Sàsser: Sàssari
- Sedini: en sasserès, Sèddini
- Sorso: en sorsès i sasserès Sossu
- Stintino: en sasserès Isthintini, en sard Istintinu
- Tergu: en sasserès Zèrigu, en sard Tergu
- Sennori: en sasserès Sènnari, en sard Sènnaru